# Cantone di Joué-lès-Tours-Nord
Il Cantone di Joué-lès-Tours-Nord era una divisione amministrativa dell'Arrondissement di Tours.
A seguito della riforma approvata con decreto del 18 febbraio 2014, che ha avuto attuazione dopo le elezioni dipartimentali del 2015, è stato soppresso.

## Composizione
Comprendeva parte del comune di Joué-lès-Tours.